# NGC 5557
NGC 5557 (również PGC 51104 lub UGC 9161) – galaktyka eliptyczna (E1), znajdująca się w gwiazdozbiorze Wolarza. Odkrył ją William Herschel 1 maja 1785 roku.
W galaktyce tej zaobserwowano supernowe SN 1996aa i SN 2013gn.